# Slovenian Mountain Trail

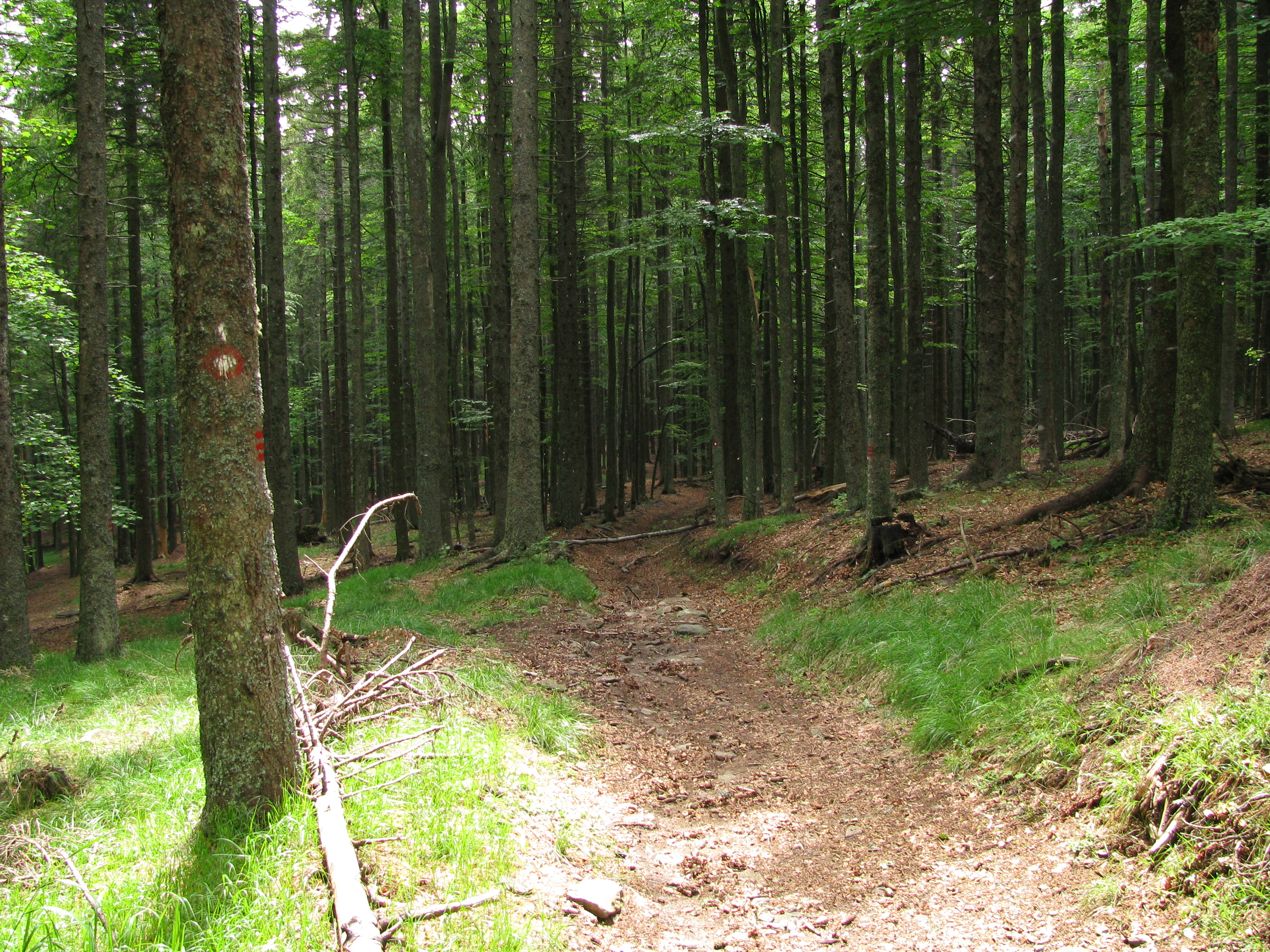
Slovenian Mountain Trail in de Pohorje-heuvels

De Slovenian Mountain Trail (Sloveens: Slovenska planinska pot of Transverzala) is een langeafstandswandelpad in Slovenië. De Slovenian Mountain Trail is 599 kilometer en loopt van Maribor tot Ankaran. Het pad loopt door de Pohorje-heuvels via de Kamnik- en Savinja-Alpen over de Julische Alpen (Nationaal park Triglav) tot aan de kust. 